# 올아워즈

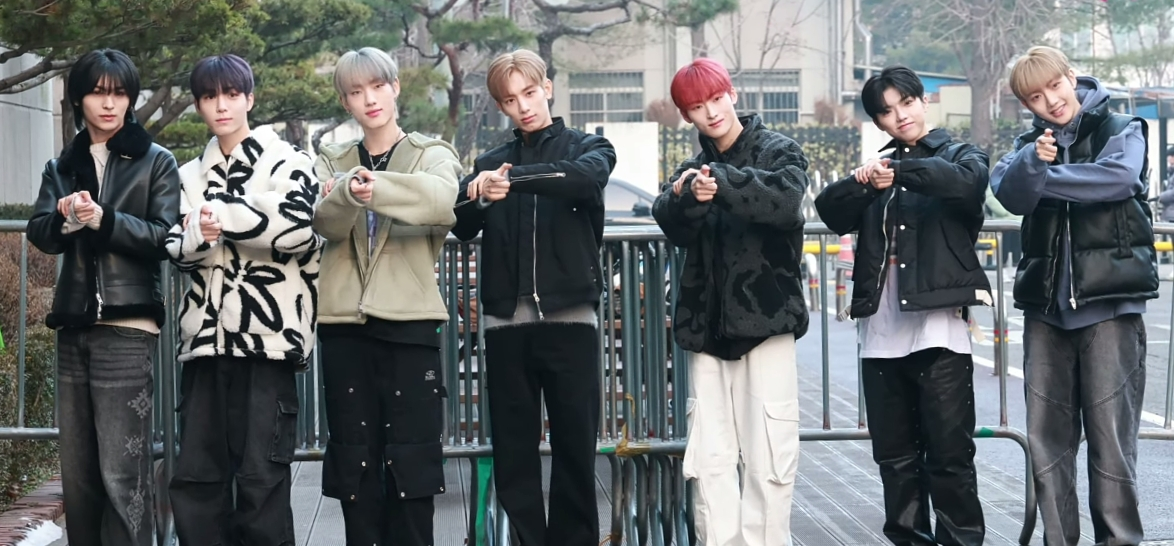
2024년 1월

올아워즈(All(H)Ours 또는 ALL(H)OURS)는 이든 엔터테인먼트가 결성하고 관리하는 대한민국의 보이 밴드이다.
이 그룹은 건호, 유민, 제이든, 민제, 마사미, 현빈, 온 등 7명의 멤버로 구성되어 있다. 그들은 2024년 1월 10일에 확장 플레이(EP) All Ours로 데뷔했다.

## 이름
그룹의 이름은 "all ours"라는 문구에서 유래한 말장난으로, 그룹이 가진 모든 것을 다 바치겠다는 헌신을 상징하고, "all hours"는 매 순간 최선을 다하겠다는 의지를 나타내며, 그룹이 항상 가진 모든 것을 쏟아부을 것이라는 것을 암시한다.

## 구성원
- 건호
- 유민
- 제이든
- 민제
- 마사미
- 현빈
- 온